# Florești (okręg Mehedinți)
Florești – wieś w Rumunii, w okręgu Mehedinți, w gminie Florești. W 2011 roku liczyła 278 mieszkańców.